# Dufferin Islands
Dufferin Islands är öar i Kanada.   De ligger i provinsen Ontario, i den sydöstra delen av landet, 400 km sydväst om huvudstaden Ottawa.
Runt Dufferin Islands är det i huvudsak tätbebyggt. Runt Dufferin Islands är det tätbefolkat, med 442 invånare per kvadratkilometer.